# Ove Fernö
Ove Fernö, född 1916 i Göteborg, död 2007, var en svensk kemist.
Ove Fernö växte upp i Helsingborg. Han började utbilda sig i kemi 1934 på Lunds universitet och till kemiingenjör på Kungliga Tekniska högskolani Stockholm. Han började 1941 på Leo Läkemedel AB som organisk kemist för att efter några år bli forskningschef på företaget. Han var senare vice verkställande direktör för Leo Läkemedel.
Ove Fernö utvecklade på Leo nikotintuggummit Nicorette. Det utvecklades efter ett förslag från de båda läkarna Stefan Lichtneckert och Claes Lundgren på fysiologiska institutionen vid Lunds universitet. Dessa föreslog utveckling av en ren nikotinprodukt att använda där påtvingad rökfrihet, till exempel på ubåtar, försvårade personalens koncentrationsförmåga och skapade irritation. Nicorette godkändes i Schweiz som första land år 1978, och i Sverige 1981, som ett receptbelagt läkemedel. 
Han fick 1987 Polhemspriset.
Han var gift med Kerstin Fernö.